# Хэнд, Тони
Энтони (Тони) Хэнд (англ. Anthony Hand, род. 15 августа 1967 года, Эдинбург, Шотландия) — бывший британский профессиональный хоккеист, выступавший на позиции нападающего. Лучший бомбардир в истории национальной сборной (107 очков).  Первый британец, задрафтованный командой НХЛ. Завершил карьеру в 2015 году.

## Ранние годы и начало карьеры
Тони появился на свет 15 августа 1967 года в Эдинбурге, был вторым сыном в семье Дэвида и Лоррейн Хэнд. Вырос в городском районе Мурхаус и посещал католическую школу имени Святого Августина. Он начал свою хоккейную карьеру в эдинбургской команде "Мюррейфилд Рейсерс", играя за юниорскую команду клуба и работая неполный рабочий день на катке. Его старший брат Пол также стал хоккеистом.
Профессиональный дебют Хэнда состоялся 20 сентября 1981 года в возрасте четырнадцати лет в матче против команды «Файф Флайерз», поскольку в тот период у "Мюррейфилд Рейсерз" наблюдалась острая нехватка игроков. Свое первое очко спортсмен набрал в матче против «Беллингем Бомберс» 17 октября 1981 года, отдав голевую передачу Крису Келланду.
Сезон 1981/82 он завершил, сыграв 19 матчей, забив 4 гола и отдав 7 результативных передач, набрав 11 очков. Хэнд продолжил сохранять подобную результативность и в следующем году, забив 20 голов и отдав 22 результативные передачи, и тем самым набрав в общей сложности 42 очка в 24 матчах.
Он зарекомендовал себя как постоянный игрок стартового состава"Мюррейфилда", занявшего 5-е место в сезоне 1983/84, забив 52 гола и отдав 43 голевые передачи в 30 матчах лиги.
Хэнд вышел в свой первый финал плей-офф чемпионата с "Мюррейфилдом", но, несмотря на то, что игрок забил 10 голов и отдал 5 результативных передач в 6 матчах, "Гонщики" уступили соперникам из "Данди Рокетс" со счетом 5:4. Он продолжал представлять Великобританию на чемпионате мира среди юниоров, забив 6 голов и отдав 3 результативные передачи.
В сезоне 1984/85 Хэнд забил свой 100-й гол в карьере в чемпионате во встрече с командой «Дарем Уоспс», забив 72 гола в сезоне и побив рекорд Роя Халпина по голевым передачам в чемпионате со 107 голами.
Представляя Великобританию на чемпионате Европы в группе C в Фельтре в Италии, он сыграл 3 игры и набрал 4 очка. Он также забил 2 гола, выступая за «Данди» в Кубке европейских чемпионов.
В сезоне 1985/86 Тони продолжал набирать очки, забив 72 гола и отдав 110 передач в 35 матчах. В 15 играх кубка и плей-офф он также забил 35 голов и отдал 36 результативных передач. Позже ему поступило предложение поучаствовать в тренировочном лагере клуба НХЛ «Калгари Флэймз», однако он отказался.

## В "Эдмонтон Ойлерз"
Вместо посещения тренировочного лагеря "Флеймс" Хэнд отправился в аналогичный лагерь "Эдмонтон Ойлерз" после того, как они выбрали его в 12-м раунде драфта НХЛ 1986 года.  Там Тони провел четырнадцать дней. Играя бок о бок с такими легендами хоккея как Уэйн Гретцки и Марк Мессье, он произвел впечатление на тренера Глена Сатера, и ему предложили контракт на год с юниорским составом канадского клуба.
Страдая от сильной тоски по дому, Хэнд отказался, но согласился вернуться в следующем году. Хэнд стал первым британцем, задрафтованным клубом НХЛ. Вторым подобным игроком позже стал Колин Шилдс, а третьим - Лиам Кирк.
Перед возвращением домой в Шотландию Хэнд на протяжении недолгого времени играл за команду юниорской Западной хоккейной лиги «Виктория Кугарс», с которой он тренировался перед лагерем в Эдмонтоне, и набрал восемь очков в трех играх. Он вернулся в Шотландию несколько месяцев спустя из-за большой усталости от тренировок, игр и повышенного интереса прессы.
Несмотря на интерес других британских клубов, Хэнд вернулся, чтобы играть за "Рейсерс". Он впервые преодолел барьер в 200 очков в лиге, забив 105 голов и отдав 111 результативных передач в 35 матчах, и забил свой 300-й гол в карьере в ворота «Ноттингем Пантерс» в феврале 1987 года. Однако "Гонщики" проиграли в плей-офф "Дарем Уоспс". Он также завоевал бронзовую медаль в составе сборной Великобритании до 21 года в группе С чемпионата мира в Дании.
В следующем сезоне Хэнд вернулся в Канаду, чтобы тренироваться с "Кугуарами", а затем отправился в Эдмонтон, где сыграл за "Ойлерз" в товарищеском матче против национальной сборной Канады и ассистировал голу Кевина Лоу. Ему снова предложили контракт с резервной командой "Ойлерз", но он вновь отказался, боясь остаться в юниорском хоккее и из - за этого зарабатывать меньше его зарплаты в Шотландии.
В своей позже опубликованной автобиографии Хэнд написал о том, что это, возможно, было ошибкой и что, возможно, ему следовало пересмотреть предложение.  В октябре 1987 года Тони вернулся на родину, снова подписав контракт с "Мюррейфилд Рейсерс".

## Возвращение в Великобританию
Возвратившись в родную команду, Хэнд принял участие в Кубке Европы IIHF, где "Мюррейфилд" одержал лишь одну победу над софийской "Славией", проиграв остальные матчи клубам из Нидерландов, Германии и Швеции. Хэнд завершил сезон 1987/88 со 125 голами и 135 результативными передачами в 52 матчах лиги и кубка, забив свой 400-й гол в матче чемпионата против команды "Уитли Уорриорз" .
В конце сезона Хэнд тренировался в швейцарской «Женеве-Серветт», однако полноценный контракт заключить не сумел из - зп жестких правил швейцарского первенства относительно легионеров и снова вернулся в "Мюррейфилд", где за год забил 114 голов и отдал 162 результативные передачи в 49 матчах, включая свое 1000-е очко и 500-й гол.
Выиграв с "Мюррейфилдом" дважды чемпионат и Кубок Шотландии, Хэнд впервые в карьере был вызван в основную сборную Великобритании, дебютировав на соревнованиях группы D чемпионата мира в Бельгии. В 4 матчах он забил 6 голов и отдал 12 результативных передач, что помогло Великобритании занять третье место и завоевать свою первую медаль чемпионата мира.
В марте 1992 года в немецком городе Галле состоялось соревнование в группе C, включавшей команды Австралии, Бельгии, Венгрии, КНДР и Южной Кореи, команда Великобритании выиграла золотую медаль и перешла в группу B. Хэнд был признан лучшим бомбардиром турнира с 6 голами и 12 передачами в 5 играх.
В 1994 году"Мюррейфилд", в котором выступал Тони, прекратил свое существование в связи с серьезными финансовыми проблемами. В том же году команда была воссоздана и Хэнд снова стал игроком коллектива, набрав более 200 очков за сезон в третий раз в своей карьере. Однако после одного сезона выступлений команда была окончательно расформирована и Хэнд перешел в «Шеффилд Стилерс». Четыре года спустя Тони вернулся в Шотландию, перейдя в команду «Эйр Скоттиш Иглз».

## Тренерская карьера
В 2001 году Хэнд начал тренерскую карьеру в качестве играющего наставника недавно созданного клуба "Данди Старз" Британской национальной лиги, а затем вернулся в Эдинбург, чтобы тренировать местную команду «Эдинбург Кэпиталз». Данный клуб он возглавлял дважды (в 2003 - 2004 и 2005 - 2006 годах).
Помимо прочего, Тони после этого был играющим тренером команды  «Белфаст Джайентс».   19 апреля 2006 года Хэнд был объявлен главным тренером «Манчестер Финикс» на сезон 2006/07. Хэнд также выпустил свою автобиографию «Тони Хэнд: жизнь в британском хоккее», написанную совместно с Майклом Эпплтоном. В возрасте 41 года, в ноябре 2008 года он набрал свое 4000-е очко в карьере в матче против "Халл Стингрейз".
Хэнд был назначен главным тренером сборной Великобритании 30 декабря 2011, подписав контракт сроком на четыре года.
С 2018 года Хэнд является совладельцем и директором по хоккею во вновь созданной команде "Мюррейфилд Рейсерс".

## Награды
В 2004 году Хэнду был пожалован Орден Британской империи за его спортивные заслуги, а в мае 2017 года он был стал обладателем премии Торриани и включен в Зал славы ИИХФ.